# Molecular Diagnosis & Therapy
Molecular Diagnosis & Therapy, abgekürzt Mol. Diagn. Ther., ist eine wissenschaftliche Fachzeitschrift, die vom ADIS-Verlag veröffentlicht wird. Die Zeitschrift wurde 1996 unter dem Titel Molecular Diagnosis gegründet und im Jahr 2006 mit dem American Journal of pharmacoGenomics (gegr. 2001) fusioniert. Sie erscheint seitdem unter dem Namen Molecular Diagnosis & Therapy mit sechs Ausgaben im Jahr. Es werden Arbeiten veröffentlicht, die sich mit aktuellen Fragestellungen der molekularen Diagnostik oder pharmakogenomischen Techniken beschäftigen.
Der Impact Factor lag im Jahr 2014 bei 2,891. Nach der Statistik des ISI Web of Knowledge wird das Journal mit diesem Impact Factor in der Kategorie Pharmakologie und Pharmazie an 92. Stelle von 254 Zeitschriften und in der Kategorie Genetik und Vererbung an 67. Stelle von 167 Zeitschriften geführt.